# Coby Karl
Coby Carl (Great Falls, Montana, 8 de junho de 1983) é um jogador profissional de basquetebol norte-americano que atualmente defende o Cleveland Cavaliers da NBA.